# Körslaget 2011
Körslaget 2011 var den femte säsongen av TV4:s underhållningsprogram Körslaget och startade 19 mars 2011. Körerna avslöjades av TV4 den 2 februari 2011. Likaså meddelade TV4 att Gry Forssell fortsätter som programledare för Körslaget. Vinnare blev Andreas Johnson och hans kör.

## Tävlande[2]
- Andreas Johnson med en kör från Järvsö. Färg: Röd
- Ann-Louise Hanson med en kör från Kristianstad. Färg: Blå
- Casper Janebrink med en kör från Partille. Färg: Silver
- Gabriel Forss med en kör från Katrineholm. Färg: Lila
- Jakob Samuel med en kör från Sjöbo. Färg: Orange
- Jasmine Kara med en kör från Örebro. Färg: Gul
- Lisa Miskovsky med en kör från Umeå. Färg: Vit

### Program 1
Sändes den 19 mars 2011.
1. Team Andreas - Dont you forget about me (Simple Minds)
2. Team Jakob - Since you been gone (Rainbow
3. Team Jasmine - Forget you (Cee Lo Green)
4. Team Gabriel - Let the sunshine in (Army of Lovers)
5. Team Casper - Help (The Beatles)
6. Team Ann-Louise - Hon har blommor i sitt hår (Anders Glenmark)
7. Team Lisa - Cecilia (Simon & Garfunkel)

#### Resultat
Listar nedan den kör som erhöll flest antal tittarröster i resultatordning. Observera att ingen kör tvingades lämna programmet i detta första program.
| Flest antal tittarröster |              |           |
| Team Andreas             | Team Gabriel | Team Lisa |

### Program 2
Sändes den 26 mars 2011.
1. Team Gabriel - I wanna dance with somebody (Whitney Houston)
2. Team Casper - Caliornia Girls (Beach Boys)
3. Team Jasmine - Single Ladies (Beyonce)
4. Team Jakob - Ballroom Blitz (Sweet)
5. Team Lisa - Go your own way (Fleetwood Mac)
6. Team Ann-Louise - Picadilly Cirkus (Pernilla Wahlgren)
7. Team Andreas - Beautiful Day (U2)

#### Resultat
Den av dessa två körer som är markerad med mörkgrå färg är den kör som efter detta moment tvingats lämna programmet.
| Lägst antal tittarröster |                 |
| Team Jasmine             | Team Ann-Louise |

### Program 3
Sändes den 3 april 2011.
1. Team Lisa - Lady stardust (Lisa Miskovsky)
2. Team Casper - Eloise (Arvingarna)
3. Team Ann-Louise - C'est la vie (Ann-Louise Hanson/Siw Malmkvist/Towa Carson)
4. Team Jakob - Night of passion (The Poodles)
5. Team Andreas - Sing for me (Andreas Johnson)
6. Team Gabriel - Bara hon älskar mig (Blonde)

#### Resultat
Den av dessa två körer som är markerad med mörkgrå färg är den kör som efter detta moment tvingats lämna programmet.
| Lägst antal tittarröster |           |
| Team Ann-Louise          | Team Lisa |

### Program 4
Sändes den 9 april 2011.
Låt 1:
1. Team Casper - Oh my god (The Moniker)
2. Team Gabriel - Tro (Marie Fredriksson)
3. Team Jakob - Sweet Child O' Mine (Guns n' Roses)
4. Team Lisa - Genom eld (Oskar Linnros)
5. Team Andreas - Hungry Heart (Bruce Springsteen)

Låt 2:
1. Team Casper - Where did our love go (Diana Ross & The Supremes)
2. Team Gabriel - ABC (The Jackson Five)
3. Team Jakob - For once in my life (Stevie Wonder)
4. Team Lisa - It's the same old song (Four tops)
5. Team Andreas - Dancing in the street (Martha and the Vandellas)

#### Resultat
Den av dessa två körer som är markerad med mörkgrå färg är den kör som efter detta moment tvingats lämna programmet.
| Lägst antal tittarröster |              |
| Team Casper              | Team Gabriel |

### Program 5
Sändes den 16 april 2011.
Låt 1:
1. Team Lisa - I got life (Hair, Hanna)
2. Team Jakob - Michelangelo (Björn Skifs, Kalle M)
3. Team Andreas - Angels (Robbie Williams, Ola)
4. Team Gabriel - We will rock you (Queen, Cans)

Låt 2:
1. Team Lisa - Sunday bloody sunday (U2)
2. Team Jakob - Walk this way (Aerosmith)
3. Team Andreas - Calleth you calleth I (The Ark)
4. Team Gabriel - Super Trouper (Abba)

#### Resultat
Den av dessa två körer som är markerad med mörkgrå färg är den kör som efter detta moment tvingats lämna programmet.
| Lägst antal tittarröster |              |
| Team Lisa                | Team Andreas |

### Program 6
Sändes den 23 april 2011.
Låt 1:
1. Team Gabriel - Like a Prayer (Madonna)
2. Team Jakob - The show must go on (Queen)
3. Team Andreas - Viva la vida (Coldplay)

Låt 2:
1. Team Gabriel - Vi har bara varandra (Thomas Di Leva)
2. Team Jakob - Vem ska jag tro på (Thomas Di Leva)
3. Team Andreas - Everyone is Jesus (Thomas Di Leva)

#### Resultat
Den av dessa två körer som är markerad med mörkgrå färg är den kör som efter detta moment tvingats lämna programmet.
| Lägst antal tittarröster |              |
| Team Jakob               | Team Gabriel |

### Program 7
Sänds den 25 april 2011.
Låt 1:
1. Team Gabriel - I'll be there (Jackson 5)
2. Team Andreas - Imagine (Beatles)

Låt 2:
1. Team Gabriel - ABC (Jackson 5)
2. Team Andreas - Beautiful day (U2)

Låt 3:
1. Team Gabriel - Hallelujah (Leonard Cohen)
2. Team Andreas - Hallelujah (Leonard Cohen)

#### Resultat
Listar nedan den kör som erhöll flest antal tittarröster och därmed vann Körslaget 2011.
| Vinnaren     |
| Team Andreas |